# Andrej Rendla
Andrej Rendla (* 13. října 1990, Banská Bystrica, Československo) je slovenský fotbalový útočník, který v současnosti působí v klubu ŽP ŠPORT Podbrezová.

## Klubová kariéra
Profesionální fotbalovou kariéru zahájil krátce po svých 16. narozeninách v dresu slovenského klubu Dukla Banská Bystrica. Ligový debut absolvoval 14. října 2006 proti FK AS Trenčín ve věku 16 let a 1 dne, stal se tak nejmladším hráčem slovenské nejvyšší ligy. Poté zaujal pozorovatele nizozemského klubu FC Twente, kterému se jej také podařilo získat v létě 2007. V klubu Rendla nejprve působil v mládežnickém týmu U19, ale v roce 2007 ještě stihl debut v nizozemské lize Eredivisie. V Twente zažil jednak úspěšné období, neboť s týmem vyhrál ligovou soutěž Eredivisie v sezóně 2009/10 a dvakrát Johan Cruijff Schaal (nizozemský Superpohár v letech 2010, 2011), ale i odvrácenou stránku fotbalového života, kdy jeho kariéru brzdilo zranění kolena (několikrát přetržený přední zkřížený vaz, problémy s chrupavkou, infekce).
Sezónu 2010/11 strávil na hostování v nizozemském celku Heracles Almelo.
Koncem října 2015 se vrátil na Slovensko do prvoligového klubu ŽP ŠPORT Podbrezová z Banskobystrického kraje. Za tým debutoval v lize 24. října 2015 proti MFK Zemplín Michalovce (prohra 0:2, byl to jeho první soutěžní zápas od března 2014). V červenci 2016 v 1. kole sezóny 2016/17 si roztrhl zkřížený vaz v koleni a následovala roční pauza od fotbalu.